# Bengt Baron
Bengt Baron (Nacka, 6 maart 1962) is een voormalig topzwemmer uit Zweden, die is gespecialiseerd in de rugslag. Hij nam tweemaal deel aan de Olympische Spelen en won hierbij in totaal een gouden medaille.
In 1980 maakte hij op 18-jarige leeftijd zijn olympisch debuut. Hij vertegenwoordigde Zweden op de Olympische Spelen van Moskou op de 100 meter rugslag en de 200 meter rugslag. Op de 200 meter sneuvelde hij in de kwalificatieronde. Bij de 100 meter rugslag ging het voortvarend en won hij een gouden medaille. Met een tijd van 56,53 seconden bleef hij in de finale de Sovjet-Russische zwemmers Viktor Kuznetsov (zilver; 56,99) en Volodymyr Dolhov (brons; 57.63) voor.
Vier jaar later, bij de Olympische Spelen van Los Angeles, kwam Baron als titelverdediger niet verder dan de zesde plaats op de 100 rug, maar won hij met de Zweedse estafetteploeg op de 4 x 100 meter vrije slag wél de bronzen medaille, achter gastland Amerika en Australië.
Baron studeerde in de jaren tachtig van de 20e eeuw aan de Universiteit van Californië en werd daar in 1999 opgenomen in de Hall of Fame. In de periode 1979-1985 behaalde hij 32 nationale titels in zijn vaderland Zweden, waarvan 24 op individuele nummers.
1908: Arno Bieberstein ·
1912: Harry Hebner ·
1920: Warren Kealoha ·
1924: Warren Kealoha ·
1928: George Kojac ·
1932: Masaji Kiyokawa ·
1936: Adolph Kiefer ·
1948: Allen Stack ·
1952: Yoshinobu Oyakawa ·
1956: David Theile ·
1960: David Theile ·
1968: Roland Matthes ·
1972: Roland Matthes ·
1976: John Naber ·
1980: Bengt Baron ·
1984: Rick Carey ·
1988: Daichi Suzuki ·
1992: Mark Tewksbury ·
1996: Jeff Rouse ·
2000: Lenny Krayzelburg ·
2004: Aaron Peirsol ·
2008: Aaron Peirsol ·
2012: Matt Grevers ·
2016: Ryan Murphy ·
2020: Jevgeni Rylov ·
2024: Thomas Ceccon